# Хосете Миранда
Хосе Антонио Миранда Боачо (на испански: José Antonio Miranda Boacho) е испански футболист на Екваториална Гвинея, играещ като нападател за гръцкия Ники Волос и националния отбор на Екваториална Гвинея. Участник в Купата на африканските нации 2021 и Купата на африканските нации 2023. През 2024 вкарва гол в групите срещу Гвинея-Бисау за победата с 4:2.